# Mokiivka, Romnî
Mokiivka (în ucraineană Мокіївка) este un sat în comuna Ripkî din raionul Romnî, regiunea Sumî, Ucraina.

## Demografie
Componența lingvistică a localității Mokiivka
     Ucraineană (96,91%)
     Rusă (2,06%)
     Belarusă (1,03%)
Conform recensământului din 2001, majoritatea populației localității Mokiivka era vorbitoare de ucraineană (96,91%), existând în minoritate și vorbitori de rusă (2,06%) și belarusă (1,03%).